# Mexikói út
Mexikói út to północna stacja końcowa linii M1 metra w Budapeszcie. Kończy ona 5-kilometrową linię metra, której budowę zainicjowano w 1896. Stacja Mexikói út została oddana do użytku w roku 1973, położona jest przy al. Meksykańskiej. Wygląd stacji jest odmienny od klasycznego wystroju żółtej linii budapeszteńskiego metra, jest ona podobna do stylu metra praskiego czy bukareszteńskiego. Następną stacją w kierunku południowym jest Széchenyi fürdő.